# Goldsboro (Carolina del Nord)
Goldsboro és una població dels Estats Units i seu del comtat de Wayne a l'estat de Carolina del Nord. Segons el cens del 2008 tenia 37.597 habitants.

## Demografia
Segons el cens del 2000, Goldsboro tenia 40.043 habitants, 14.630 habitatges i 9.465 famílies. La densitat de població era de 608,1 habitants per km².
Dels 14.630 habitatges en un 32,1% hi vivien nens de menys de 18 anys, en un 41,1% hi vivien parelles casades, en un 20,4% dones solteres, i en un 35,3% no eren unitats familiars. En el 30,5% dels habitatges hi vivien persones soles l'11,9% de les quals corresponia a persones de 65 anys o més que vivien soles. El nombre mitjà de persones vivint en cada habitatge era de 2,4 i el nombre mitjà de persones que vivien en cada família era de 3.
Per edats la població es repartia de la següent manera: un 25,1% tenia menys de 18 anys, un 11,4% entre 18 i 24, un 29,8% entre 25 i 44, un 20% de 45 a 60 i un 13,7% 65 anys o més.
L'edat mediana era de 34 anys. Per cada 100 dones de 18 o més anys hi havia 93,5 homes.
La renda mediana per habitatge era de 29.456 $ i la renda mediana per família de 34.844 $. Els homes tenien una renda mediana de 26.223 $ mentre que les dones 21.850 $. La renda per capita de la població era de 16.614 $. Entorn del 15,4% de les famílies i el 19,2% de la població estaven per davall del llindar de pobresa.

## Poblacions més properes
El següent diagrama mostra les poblacions més properes.